# Mussomeli
Mussomeli est une commune de la province de Caltanissetta dans la région Sicile en Italie.

## Toponymie
Mussumeli en sicilien.

## Administration
| Période                                  | Période     | Identité         | Étiquette     | Qualité |
| ---------------------------------------- | ----------- | ---------------- | ------------- | ------- |
| 11 juin 2002                             | 28 mai 2007 | Calogero Valenza | Centro-Destra |         |
| 28 mai 2007                              | En cours    | Luigi Mancuso    | Centro-Destra |         |
| Les données manquantes sont à compléter. |             |                  |               |         |

### Hameaux
Mappa, Polizzello

### Communes limitrophes
Acquaviva Platani, Bompensiere, Caltanissetta, Cammarata, Marianopoli, Montedoro, San Cataldo, Serradifalco, Sutera, Villalba
Campofranco